# 奚斤
奚斤（369年—448年），鲜卑姓達奚氏，又作吐伐斤，代人，北魏官员。

## 生平
奚斤父奚簞本在代國主管養馬，曾因劉庫仁盜養良馬「騧騮」而與其有衝突，故在376年前秦滅代，讓劉庫仁及劉衞辰分領代國諸部時，奚簞就歸劉衞辰。至登國六年（391年）拓跋珪攻滅劉衞辰，奚斤才與奚簞歸北魏。

### 職掌禁衞
奚斤機智聰敏，有識見器度，故與長孫肥皆受命統領禁軍。後拓跋珪任命奚斤為侍郎，成為身邊近臣，並於皇始元年（396年）隨同進攻後燕，任征東長史，拜越騎校尉，統領禁軍宿衞。至皇始三年（398年）拓跋珪佔據後中原領地後北歸時，博陵郡、勃海郡及章武郡三郡盜賊群起，奚斤與略阳公拓跋遵率兵平定。天興二年（399年），拓跋珪北伐高車，命奚斤進攻庫狄部及宥連部，並在太渾川大敗對方。接著又進攻侯莫陳部，略奪了牛羊馬牲畜等共十多萬頭，並追至大峨谷，設置兵戍才退兵。奚斤後遷都水使者，又外任晉兵將軍、幽州刺史，獲賜爵山陽侯。
永興元年（409年）明元帝拓跋嗣即位後，讓長孫嵩、崔宏等八人坐止車門右共聽朝政，獲時人號稱為「八公」。後又調奚斤為鄭兵將軍，並循行州郡，查問民間疾苦。永興二年（410年），章武人劉牙聚眾反抗，奚斤亦率兵平定。次年，拓跋嗣北謁父親的盛樂金陵，命奚斤留守京師平城（今山西大同），昌黎王慕容伯兒就乘機叛亂，奚斤聞訊，召慕容伯兒到天文殿東廡，對其一番詰問並令其認罪，於是將他和所有黨羽都收捕處死。
永興四年（412年），奚斤行左丞相。永興五年（413年），拓跋嗣北伐，奚斤領前鋒攻破越勒部，獲得五萬匹馬及二十萬頭牛，並強遷其部二萬多家至大寧。神瑞元年（414年）十二月，柔然侵魏，拓跋嗣北伐還擊，將柔然擊退，並命奚斤追擊。但因為天氣寒冷下雪，奚斤軍中兩三成人凍傷得連手指也脫落，甚至凍死了。後官拜天部大人，進爵為山陽公，並給予他出入乘坐軺軒和設儀仗隊的禮遇。

### 南征宋國
泰常七年（422年），拓跋嗣立拓跋燾為皇太子，奚斤與長孫嵩及安同皆為左輔。其年南朝宋宋武帝劉裕去世，拓跋嗣就藉此機會南侵宋國，任命奚斤為司空，假節都督前鋒諸軍事，加晉兵大將軍、行揚州刺史，率吳兵將軍公孫表及宋兵將軍周幾出兵。時公孫表及奚斤等都主張先攻城，崔浩則主張先略地以孤立諸城。拓跋嗣聽從奚斤等人的意見，於是奚斤率兵進攻滑臺（今河南滑縣）。然而，奚斤攻城不下，唯有向皇帝請求增援，拓跋嗣此時就不滿他主張先攻城而非略地，深切的譴責他，但仍自率軍隊到中山（今河北定州）以作聲援。最終宋東郡太守王景度守不住滑臺，奚斤成功佔領，隨後就轉攻洛陽。當時宋司州刺史毛德祖守虎牢（今河南汜水鎮），奚斤在土樓縣擊敗毛德祖所派的翟廣等人後乘勝直逼虎牢，毛德祖堅守，奚斤則乘時輕兵大舉攻略宋兗豫諸郡。次年，奚斤等人再次合力圍攻虎牢，毛德祖雖挖地道出城成功突襲魏軍，但不久奚斤等就再度集結魏軍，攻勢更為猛烈。後奚斤率軍出攻許昌（今河南許昌），毛德祖則出兵進攻仍在圍城的公孫表，奚斤從許昌趕回虎牢助戰，大敗宋軍，逼得毛德祖再嬰城固守。奚斤及後得伊樓拔及叔孫建先後前來增援，相反虎牢援軍則在連場戰鬥中折損大量士兵，最終虎牢還是被魏軍攻下。同年拓跋嗣去世，奚斤因而班師。

### 攻夏被俘
魏太武帝拓跋燾繼位後，進奚斤為宜城王。始光二年（425年），拓跋燾兵分三道大舉進攻柔然，奚斤率西路軍出爾寒山。始光三年（426年） ，拓跋燾決意率兵進攻 夏國，又派奚斤率四萬五千兵力進攻蒲阪（今山西永濟西南）。時蒲阪守將赫連乙斗及長安守將赫連助興先後棄城出逃，奚斤於是佔領二城，秦雍二州的羌氐族人於是都向奚斤投降。
次年，赫連定率兵進攻長安，奚斤與其相持不下，拓跋燾趁機進攻夏都統萬（今陝西靖邊白城子）。最終魏軍大敗出城作戰的赫連昌，赫連昌不及入城而逃奔上邽（今甘肅天水市），赫連定聞訊後也走歸上邽，奚斤追擊至雍城（今陝西鳳翔縣）仍追不上，唯有撤回長安。隨後，拓跋燾命奚斤等班師，但奚斤認為現在赫連昌逃奔上邽，其勢尚未穩定，反求增兵乘機滅夏。拓跋燾在其堅持下唯有增奚斤一萬兵和三千匹馬，原本派去攻略關右的娥青、丘堆等人也留下協助奚斤。奚斤派尉眷出兵南部進攻上邽，逼赫連昌退守平涼，而奚斤就進軍安定，與娥青等會合。可是，軍中軍馬患病多死，士兵亦缺糧，奚斤於是挖深壘固守。及後丘堆到民間掠奪軍需時更被赫連昌攻擊，大敗而還，此後赫連昌乘勝每天都會進襲，令放牧者不能出外，士兵們都深感困擾。此時監軍侍御史安頡圖與夏軍決一死戰，不過奚斤認為馬匹不夠，用步兵對抗騎兵沒有勝算，打算等待增援的騎兵到來後內外夾擊才是萬全之策。安頡堅持但奚斤都不許，最終竟和尉眷合謀自行出擊，終生擒來攻的赫連昌。
奚斤作為元帥，恥於功不在己，於是讓軍隊帶三日糧食進攻仍由赫連定固守的平涼。當時娥清想沿水源前進，但奚斤不肯，循北路截赫連定的退路。赫連定得知奚斤少糧又缺水，於是派軍前後截擊奚斤軍。奚斤軍潰敗，奚斤及娥青、劉拔等將都被俘，魏軍死六、七千（一說魏軍三萬騎兵全被坑殺）。至神䴥三年（430年）魏軍攻下安定，奚斤才得以歸國，但拓跋燾先要奚斤向找到奚斤的將領豆代田以跪行方式進酒，又貶他為掌管膳食的宰人，命他在自己回平城的路上都拿著酒和食物侍從在側，以作羞辱。

### 晚年生活
歸國後，奚斤拜安東將軍，降爵為宜城公。延和元年（432年），魏攻北燕，奚斤召幽州平民及密雲丁零人搬運攻城武器去北燕。太延元年（435年），奚斤任衞尉，封弘農王，加征南大將軍。後轉萬騎大將軍。太延五年（439年），拓跋燾要討伐北涼，崔浩也支持，但奚斤等三十多人都反對。拓跋燾堅持出兵，同年滅北涼。
後拓跋燾以奚斤年老，賜其安車，方便其判決刑獄之事及聽聞政事。太平真君九年（448年），奚斤去世，享年八十歲。拓跋燾親臨喪禮並表現哀慟，賜諡號昭。北魏孝文帝年間，配饗廟庭。

## 家庭

### 兄弟
- 奚普回，陽曲護軍。

### 妻
奚斤有妻妾數十，二十多個兒子

### 兒子
- 奚他觀，長子，襲將弘農公，廣平太守。
- 奚和觀，龍驤將軍、冀青二州刺史，封宜陽侯。
- 奚拔，官至侍中、選部尚書、鎮南將軍，封樂陵公。後因罪而流放邊疆，又獲徵為散騎常侍，在進攻柔然的戰事中陣亡。

### 孫
- 奚延，奚他觀子，襲爵，瓦城鎮將。
- 奚冀州，奚和觀子，襲爵。
- 奚受真，冀州弟，官至龍驤將軍、離石鎮將，封成都侯。
- 奚買奴，奚拔子，官至神部長，被安成王萬安國殺害。

## 延伸阅读
[在维基数据编辑]
 《魏書·卷29》，出自魏收《魏书》
 《北史·卷020》，出自李延壽《北史》